# Symphonic metal

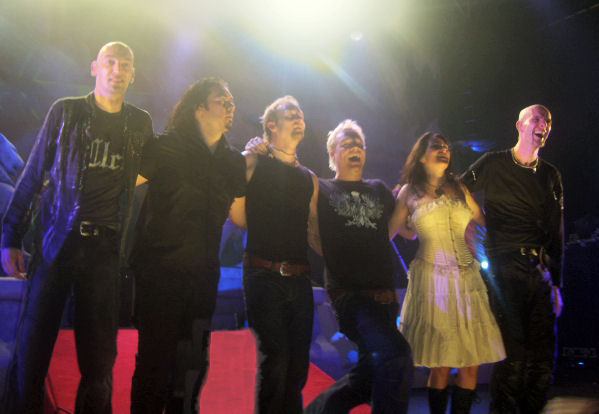
Within Temptation är ett vanligt exempel på ett band som spelar symfonisk metal, och de tillkom redan 1996.

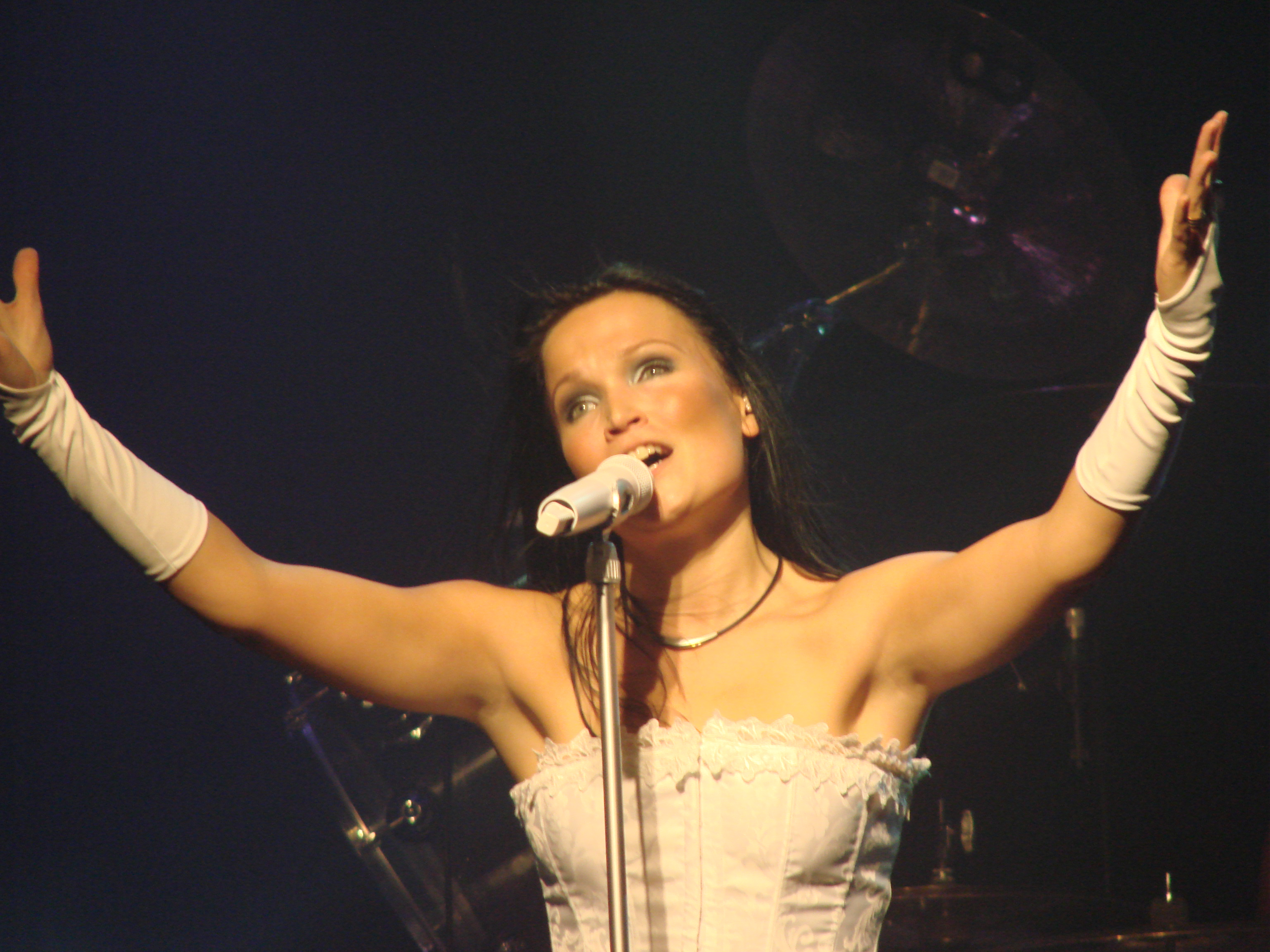
Nightwish är ett av de större banden på scenen för symphonic metal. Deras användning av keyboards, piano och stråkar, samt Tarja Turunens sopranstämma, var stora delar av deras originalsound.

Symphonic Metal, eller på svenska aningen missvisande ibland operametal, är heavy metal som blandas med operasång och ibland klassisk musik eller symfonisk keyboardmusik. I grund och botten är det egentligen ett prefix som används före en annan metal genre (till exempel symfonisk black metal). Musiken bör inte blandas ihop med nyklassisk metal, som influeras av västerländsk klassisk musik.

## Musikstilen
Det är svårt att definiera musikstilen med tanke på att det egentligen bara är ett samlingsnamn eller ett prefix. Enligt vissa avgör sången om ett band tillhör genren eller inte. Symphonic metal består visserligen av orkesterarrangemang och ofta av klarsång men vad som gör ett band till symphonic metal är kanske uppbyggnaden av låtar. Avantasias texter handlar om en värld vid namn Avantasia. Den tyska musikern Tobias Sammet har skrivit en hel historia och han förstärker denna historia med sånger precis som i en vanlig opera. Skillnaden på vanlig opera och symphonic metal med operainslag är självklart dels hastigheten men främst trycket i melodierna. Det bör tilläggas att symphonic metal inte behöver ha något samband med opera- eller klarsång överhuvudtaget. Det är exempelvis fullt möjligt att band som använder sig av growls kan betecknas som symphonic metal; detta på grund av att begreppet i grund och botten inte är en genre för sig utan en prefix, även om dess användning ibland kan tyda på motsatsen.

## Ursprung och utveckling
Flera av banden inom kommer i stor utsträckning ifrån Nederländerna, de tysktalande länderna och Skandinavien. Det var på 1990-talet som de första riktigt kända banden bildades, men det är svårt att riktigt säga, med tanke på musikens svårdefinierade natur. I början av 2000-talet fick också genren ett rejält uppsving.
Vissa band är lätta att härleda till en särskild genre, medan andra är svårare, som till exempel Therion och Aesma Daeva. Therion var för övrigt ett av de första banden inom symphonic metal och de spelade ifrån början death metal innan de så småningom började plocka in mer symfoniska och klassiska inslag i sin musik. Även Nightwish och Within Temptation bör nämnas i det här sammanhanget. Båda släppte sina debutalbum 1997. Trots de stora skillnaderna går det upptäcka vissa likheter. Within Temptation första skriva har ett mörkt sound som kan beskrivas som gothic metal, medan Nightwish första skiva å andra sidan har sagts vara inspirerad av den mer energiska power metal-genren, men de bägge banden använde sig av både av varsin sångerska. Dessutom hade keyboardspelet en mycket stor roll i musiken. 
På senare år har som sagt musikstilen fått ett uppsving, vilket verkar ha lett till att de olika genrerna har flutit ihop med varandra under påverkan av de symfoniska inslagen. I många fall har "symphonic metal" också blivit synonymt med begreppet "female fronted metal", det vill säga den typen av metal där kvinnlig sång står i fokus. Detta behöver emellertid inte vara fallet. Alla metalband med symfoniska influenser är inte kvinnofrontade, och alla kvinnofrontade band är heller inte inspirerade av symfoniska inslag. Nedan följer en ganska vanlig uppdelning av hur musiken kan kategoriseras.

### Symphonic Power Metal
Symphonic power metal är en av de största varianterna av symfonisk metal. Skillnaden med ren power metal är att den symfoniska i vissa fall har betoning på en operaliknande sång och den har i många fall komplexa orkesterarrangemang eller keyboardmattor. Ett par nämnvärda band är, låt vara att de i vissa fall sägs spela annat än power metal och att de i olika hög grad influerats av symfonisk metal, Nightwish, Avantasia, Kamelot, Dark Moor, Amberian Dawn, Dragonland och Rhapsody of Fire. Band som har en kvinnlig sångerska och som också mycket uppenbart har sin rötter i power metal har absurt nog beskrivits som gothic metal. Liv Kristine (en av pionjärerna inom gothic metal och sedermera sångerska i det symfoniska metal-bandet Leaves' Eyes) uttalade sig i en artikel, där hon menade att begreppet gothic metal har missförståtts och att man inte kan sätta likhetstecken mellan en kvinnlig sångerska och gothic metal. I en annan intervju frågades Tuomas Holopainen ifrån Nightwish om han ansåg bandets stil vara gothic metal bara på grund av det faktum att de använde sig av en kvinnlig sågerska. Hans svar blev nej.

### Symphonic Gothic Metal
En annan variant av den symfoniska metalen är symphonic gothic metal som ofta har starka inslag av den äldre gothic metal-genren än idag, vilket ofta syns i att den kvinnliga sångaren (en sådan finns det praktiskt taget alltid i den här typen av band) ofta sjunger klarsång i höga lägen medan den manliga sångaren använder sig av growl. Det här sångsättet kallas på engelska Beauty and beast-vocals. Within Temptation var en av de drivande krafterna i skapandet av en riktig symfonisk variant av gothic metal-genren, men idag är det tveksamt om man kan räkna dem dit. Det norska gothic metal-bandet Tristania använde sig också av starka symfoniska inslag. En uppsjö av band beskrivs idag som "symphonic/gothic metal", trots att de saknar många av de drag många klassiska gothic metal-band hade. Möjligtvis är det faktum att vissa band samtidigt kategoriseras som symphonic power metal och gothic metal en annan sida av samma fenomen. After Forever är ett exempel där åsikterna om vilken genre bandet tillhör går brett isär. 

### Symfonisk Black Metal
Slutligen kan varianten symfonisk black metal nämnas. Det är en typ av black metal, fast med starka symfoniska inslag.
Det bör kanske nämnas att power och gothic metal även i sina vanliga former är väldigt melodiska och keyboard är ett måste. Därför krävs det kanske mer än så för att bandet ska kunna klassas som symfoniskt. Inom black metal är det dock inte alls lika vanligt med keyboards. De band som gör det faller sannolikt in antingen under melodisk black metal eller rentav symfonisk black metal.

## Symphonic metal från Sverige
Trots att Sverige förmodligen inte producerar lika mycket symphonic metal som grannländerna Norge och Finland finns det några exempel, inte minst de tidigare nämnda Therion, är ett stort namn. I och med att sopranen Tarja Turunen tvingades lämna Nightwish 2005 var bandet tvungna att hitta en ersättare. År 2007 blev svenskan Anette Olzon ny sångerska i bandet. Ett tredje exempel på svensk symphonic metal är bandet The Murder of My Sweet vars debutsingel nådde 14 plats på Sverigetopplistan 2009. För det fjärde är alla bandmedlemmar, förutom sångerskan, i Angtoria av svenskt ursprung. Svenska Draconian är förvisso ett gothic/doom-band, men de har ofta använt sig av symfoniska inslag. Det finns också en del sympfonisk black metal-band ifrån Sverige.

## Exempel på symphonic metal band
Listan består av ett antal olika band som delvis eller helt spelar symphonic metal. Vissa har bara influerats av symphonic metal.
- After Forever - Symphonic power metal/gothic metal
- Apocalyptica - Symphonic metal och progressive metal
- Aquaria - Symphonic power metal
- Avantasia - Symphonic power metal
- Bal-Sagoth - Symfonisk metal
- Beto Vázquez Infinity - Symphonic power metal/gothic metal
- Dark Moor - Symphonic power metal/neo-classical metal
- Delain - Symphonic metal
- Diabulus in Musica - Symphonic metal/gothic metal
- Edenbridge - Symphonic power metal
- Epica - Symphonic gothic/power metal
- Galneryus - Symphonic power metal/neo-classical metal
- Haggard (musikgrupp) - Symphonic death metal
- Kamelot - Symhonic power metal och progressive metal
- Kyrie Eleison - Symphonic power metal/neo-classical metal
- Miscellany - Symphonic power metal
- Moi dix Mois - Symphonic gothic metal/neo-classical metal
- Nightwish Symphonic metal/symphonic power metal
- Opera Magna - Symphonic power metal / epic metal
- Pathfinder - Symphonic power metal
- ReinXeed - Symphonic power metal
- Rhapsody of Fire - Symphonic power metal
- Sariola - Symfonisk black metal/gothic metal
- Scandelion - Symphonic gothic metal
- The Murder of My Sweet - Symphonic metal
- Therion - Symhonic metal, tidigare death metal
- Tristania Gothic metal, tidigare symphonic gothic metal
- Versailles - Symphonic power metal/visual kei
- Within Temptation -  Symphonic metal, tidigare gothic metal
- Xandria -  Symphonic metal, symphonic power metal, gothic metal